# Adonisea edwardsi
Adonisea edwardsi là một loài bướm đêm trong họ Noctuidae.